# LwIP
lwIP (acrònim anglès de IP lleugera) és una pila TCP/IP de codi obert àmpliament utilitzada dissenyada per a sistemes encastats. lwIP va ser desenvolupat originalment per Adam Dunkels a l'Institut Süec d'Informàtica i ara està desenvolupat i mantingut per una xarxa mundial de desenvolupadors.
lwIP s'empra en moltes sistemes incrustats, per fabricants com ara Intel/Altera, Analog Devices, Xilinx, TI, ST i Freescale.
A part de la pila TCP/IP, lwIP té diverses altres parts importants, com ara una interfície de xarxa, una capa d'emulació del sistema operatiu, buffers i una secció de gestió de memòria. La capa d'emulació del sistema operatiu i la interfície de xarxa permeten trasplantar la pila de xarxa a un sistema operatiu, ja que proporciona una interfície comuna entre el codi lwIP i el nucli del sistema operatiu.
La pila de xarxa de lwIP inclou una implementació IP (Protocol d'Internet) a la capa d'Internet que pot gestionar el reenviament de paquets a través de múltiples interfícies de xarxa. Tant IPv4 com IPv6 són compatibles amb la pila dual des de lwIP v2.0.0. Per al manteniment i la depuració de la xarxa, lwIP implementa ICMP (Internet Control Message Protocol). IGMP (Internet Group Management Protocol) és compatible amb la gestió del trànsit multicast. Mentre que ICMPv6 (incloent MLD) s'implementa per a donar suport a l'ús d'IPv6.